# Philip W. McKinney

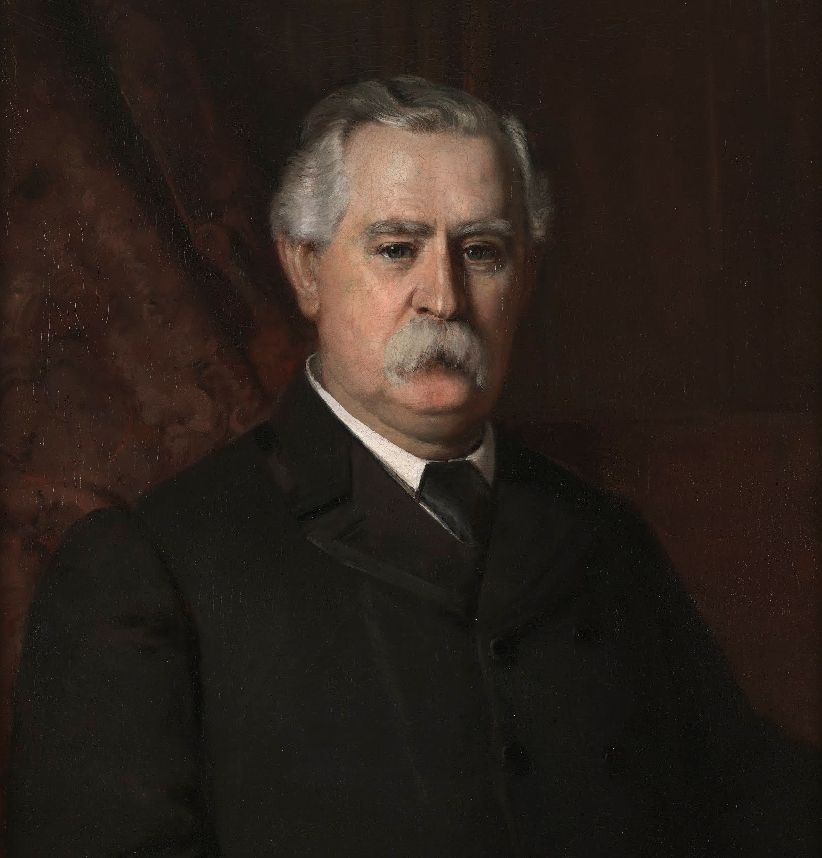
Philip W. McKinney

Philip Watkins McKinney (* 17. März 1832 in New Store, Buckingham  County, Virginia; † 1. März 1899) war ein US-amerikanischer Politiker und von 1890 bis 1894 Gouverneur des Bundesstaates Virginia.

## Frühe Jahre und politischer Aufstieg
Philip McKinney besuchte bis 1851 das Hampden-Sydney College und studierte anschließend Jura. Am Amerikanischen Bürgerkrieg nahm er auf der Seite der Konföderierten Staaten teil. Dabei wurde er mehrfach verwundet.
McKinney war Mitglied der Demokratischen Partei. Ab 1869 war er für sieben Legislaturperioden Abgeordneter im Repräsentantenhaus von Virginia. Außerdem war er für einige Jahre Bezirksstaatsanwalt im Prince Edward County. Im Jahr 1872 kandidierte er erfolglos für einen Sitz im US-Kongress. Ebenso erfolglos blieben seine Kandidaturen für das Amt des Attorney General von Virginia (1881) und für den Gouverneursposten dieses Staates im Jahr 1885. Im Jahr 1889 bewarb er sich erneut um dieses Amt. Sein Gegenkandidat war US-Senator William Mahone.

## Gouverneur von Virginia
In seinem Wahlkampf ergriff er Partei für die konservativen Kräfte in Virginia. Er verurteilte die Republikanische Partei und schürte die Angst vor einer Erweiterung der Rechte der Afroamerikaner. Nach seinem Wahlsieg konnte McKinney sein neues Amt am 1. Januar 1890 antreten und vier Jahre lang bis zum 1. Januar 1894 ausüben. In dieser Zeit förderte er die Wirtschaft seines Staates. Gleichzeitig versuchte er den Einfluss der Lobbyisten und der Eisenbahngesellschaften zurückzudrängen. McKinney trat für eine Einkommensteuer auf Staatsebene ein. Darüber hinaus stärkte er den Einfluss seiner Partei in Virginia, die in den folgenden Jahrzehnten bis 1970 ununterbrochen die Gouverneure stellen sollte. Bei den US-Senatoren sah es in dieser Zeitspanne ähnlich aus.

## Weiterer Lebenslauf
Nach Ablauf seiner Amtszeit zog sich McKinney aus der Politik in den Ruhestand zurück. Er starb im März 1899. Aus seinen zwei Ehen hatte er insgesamt zwei Kinder.